# Sitz im Buch

Le Sitz im Buch (expression allemande signifiant littéralement : « situation dans le livre ») désigne l'ancrage d'une unité littéraire au sein d'un contexte littéraire plus large, comme un chapitre ou un livre entier.

## Présentation
Ce concept est utilisé dans le cadre des études bibliques,, et des études coraniques, où il désigne une portion du texte au sein d'un élément plus grand comme une sourate ou même le corpus coranique entier,. Cet ancrage au sein d'un texte peut parfois être distingué du Sitz im Leben, ancrage contextuel dans la vie. Pour Dye, "Il ne faut donc pas confondre le Sitz im Buch (dans le texte canonique) et le Sitz im Leben originel de la (strate la plus ancienne de la) péricope ou de la sourate". En effet, pour le texte coranique, ces unités littéraires ont été réunies en un corpus et ont pu voir leur signification et leur utilisation première évoluer en devenant part de ce corpus. "Il s'agit du problème classique du Sitz im Buch, de l'ancrage dans le livre, qui dissimule le Sitz im Leben d'un texte, son ancrage dans la vie, son usage dans une situation socioculturelle concrète". Ces deux contextes ne sont pas toujours en opposition et peuvent, comme dans le cas du psautier, se répondre.